# Melanargia inglada
Melanargia inglada är en fjärilsart som beskrevs av Hans Fruhstorfer 1910. Melanargia inglada ingår i släktet Melanargia och familjen praktfjärilar. Inga underarter finns listade i Catalogue of Life.